# The Square Ring
Pour plus de détails, voir Fiche technique et Distribution.
The Square Ring est un film britannique réalisé par Basil Dearden, sorti en 1953.

## Synopsis
La vie de cinq combattants de boxe à travers les différentes raisons qui les poussé à embrasser la carrière sur le ring.

## Fiche technique
- Titre : The Square Ring
- Réalisation : Basil Dearden
- Scénario : Robert Westerby, Peter Myers et Alec Grahame d'après la pièce de Ralph W. Peterson
- Photographie : Otto Heller
- Pays d'origine : Royaume-Uni
- Genre : drame
- Date de sortie : 1953

## Distribution
- Jack Warner : Danny Felton
- Robert Beatty : Kid Curtis
- Bill Owen : Happy Burns
- Maxwell Reed : Rick Martell
- George Rose : Whitey Johnson
- Bill Travers : Rowdie Rawlings
- Alfie Bass : Frank Forbes
- Sid James : Adams
- Joan Collins : Frankie
- Kay Kendall : Eve
- Eddie Byrne : Lou Lewis
- Joan Sims : Bunty
- Sydney Tafler